# Diego Alves
 (mai 2023).
Si vous disposez d'ouvrages ou d'articles de référence ou si vous connaissez des sites web de qualité traitant du thème abordé ici, merci de compléter l'article en donnant les références utiles à sa vérifiabilité et en les liant à la section « Notes et références ».
Diego Alves Carreira (né à Rio de Janeiro, au Brésil, le 24 juin 1985) est un footballeur international brésilien. Il est gardien de but.

## Carrière
Diego Alves est né à Rio de Janeiro le 24 juin 1985. Il commence sa carrière avec le club de l'Atlético Mineiro puis est transféré à l'UD Almería en 2007 pour la première saison du club en Liga. Il est d'abord mis en concurrence avec David Cobeño puis au fur et à mesure de la saison, il réussit à gagner sa place de titulaire. David Cobeño parti en août 2008 au Rayo Vallecano, il devient l'unique titulaire du poste. Il devient l'un des meilleurs gardiens de la Liga mais, en 2011, son club est relégué. Il quitte alors le club pour aller jouer à Valence CF toujours en Liga.
Annoncé comme doublure de Vicente Guaita, il profite d'une grave blessure de ce dernier pour disputer un maximum de match. S’il est méconnu du grand public, le gardien de but écrit sa légende en Espagne. Depuis son arrivée en Espagne, le portier a stoppé ou repoussé 11 des 19 penaltys signalés contre lui sous les maillots d’Almería (2007-2011) et du Valence CF. Un phénomène qui a ses secrets. « Mon truc ? Être le plus tranquille possible. C’est très important pour t’aider à deviner ce à quoi le tireur pense. C’est une guerre psychologique, alors la tranquillité est fondamentale pour faire la différence ». Le gardien brésilien possède des statistiques incroyables depuis son arrivée en Liga puisqu'il a arrêté 18 pénaltys dans le football espagnol (toute compétitions espagnoles confondues). Le plus important est le ratio : 39 penaltys ont été tirés face à lui pour 2 manqués et 18 parades, un ratio incroyable. En championnat, en date du 10 mai 2015, Alves a arrêté 16 pénaltys sur 37, soit 43 %.
Avec Valence, le gardien est même à plus de 50 % puisqu'il en a stoppé 8 sur 13.
Le 10 mai 2015, il arrête un pénalty de Cristiano Ronaldo égalant ainsi le chiffre d'Andoni Zubizarreta en Liga (16 pénaltys arrêtés). Cependant, le gardien basque a joué bien plus de saisons. Le classement est complété par une légende du même club que Diego Alves, Valence CF : Santiago Cañizares. Ensuite viennent Andrés Palop (autre gardien passé par Valence) (12), César (également passé par Valence) et  Iker Casillas (11), Víctor Valdés et Leo Franco (10).
Nouvelle statistique impressionnante, de tous les joueurs qui ont tiré deux pénaltys contre Diego Alves, seul Sergio Garcia a transformé les deux, contrairement à quelques buteurs comme Cristiano Ronaldo ou Lionel Messi.
Il finit par gagner sa place aux dépens de Vicente Guaita (ce dernier quittant le club à la fin de la saison 2013-2014). Preuve de la confiance que son club lui accorde, il prolonge son contrat en juillet 2014 avec un bail allant jusqu'en 2019. Diego Alves s'impose alors comme le grand patron des cages lors de la saison 2013-2014 et confirme en cette première moitié de championnat où il finit 2e meilleur gardien derrière Claudio Bravo avec seulement 10 buts encaissés. Diego Alves a pris son envol. Ses plongeons et ses réflexes incroyables en font une des idoles de Mestalla.

## Statistiques
- 10 matchs avec l'équipe du Brésil
- 8 matchs en C1
- 13 matchs en C3

## Palmarès

### en club
- Atlético Mineiro
  - Vainqueur de la Série B du Brésil : 2006
  - Vainqueur du Championnat de l'État du Minas Gerais : 2007
- Valence CF
  - Vainqueur du Trophée Naranja en 2011, 2012, 2013 et 2014
  - Vainqueur de l'Emirates Cup 2014
- CR Flamengo
  - Vainqueur de la Copa Libertadores en 2019, 2022
  - Champion du Brésil en 2019, 2020
  - Finaliste de la Coupe du monde des clubs de la FIFA 2019
- Campeonato Carioca 2017, 2019, 2020
- Recopa Sudamericana 2020
- Supercoupe du Brésil 2020, 2021
- Coupe du Brésil: 2022

### en sélection
- Brésil
  - Médaille de bronze aux Jeux olympiques de 2008